# Otto Group
Otto GmbH & Co KG (Otto Group) er en tysk postordre- og leveringsvirksomhed. Den har hovedkvarter i Hamborg og driver forretning i 20 lande. Otto er primært en detailhandelsvirksomhed og gør meget brug af e-handel.
I Tyskland driver de bl.a. virksomhed igennem Otto.de, About You og Bonprix og pakkeleveringsvirksomheden Hermes Europe.
I Frankrig driver Otto forretning igennem selskabet 3 Suisses.
Michael Otto ejer majoriteten af virksomheden, som blev etableret af Werner Otto i 1949. Deres første postordrekatalog tilbød 28 slags sko. I 1963 åbnede de for ordrer via telefon og de lancerede deres første webshop i 1995.

## Datterselskaber
Datterselskaber i Otto Group:
- About You (Solgt til Zalando 11. December 2024)[6]
- Alba Moda
- Baumarkt Direct
- Baur
- bonprix
  - Venus Fashion
- Crate & Barrel
- EOS
- Frankonia
- Freemans Grattan Holdings
  - Freemans
  - Grattan
  - Look Again
  - Gifts365.co.uk
  - Clearance365.co.uk
  - Witt international UK
  - Swimwear365.co.uk
  - Curvissa
  - bonprix UK
  - Kaleidoscope/ Acquisition DiLusso.it
  - Oli
- Hanseatic Bank (25%)
- Hanseatic Versicherungsdienst
- Hansecontrol
  - Hansecontrol-Cert (49%)
- Heine
- Hermes Europe
  - Hermes Parcel Services in Germany, Italy, Austria and Russia
  - Hermes UK, rebranded as Evri (25%)
- Bombay Company
- Küche&Co
- Lascana
- Limango
- Manufactum
- Mirapodo
- MyToys.de (74.8%)
- Yomonda
- OFT
- OTTO
- OTTO Doosan Mail Order
- OTTO Group Russia
- OTTO Japan
  - Eddie Bauer Japan
- OTTO Office (verkauft an Printus im Jahr 2015)[7]
- Otto International
- Phi-t products & services (50%)
- RatePay[8]
- Schwab
- Shopping24
- Smatch.com
- 3 Suisses International Group
  - Cofidis (49%)
  - Venca
- Witt Weiden
- Witt-Group
  - Witt International UK
- Fegro/Selgros